# Skyline Drive

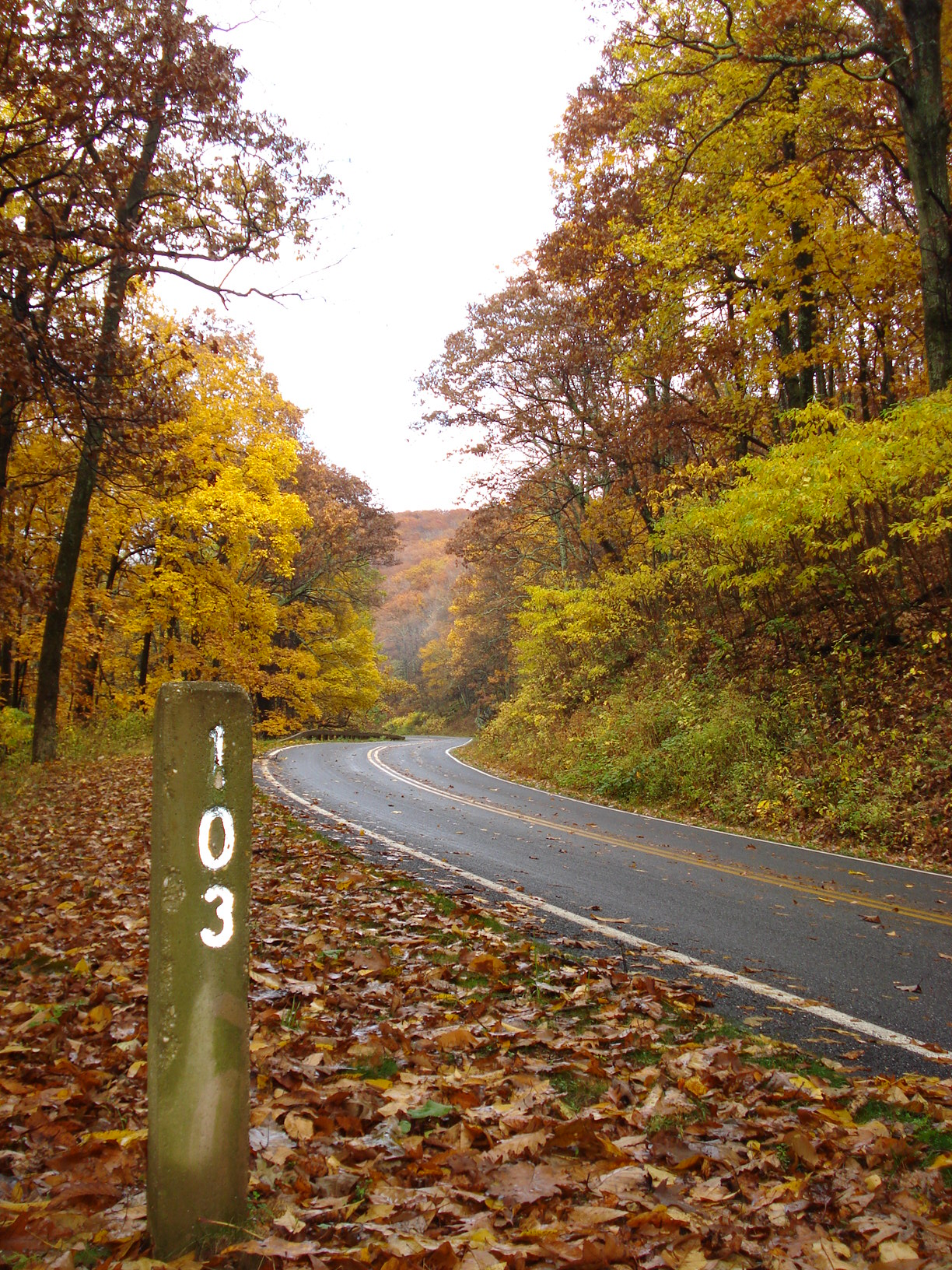
Skyline Drive in de herfst

Skyline Drive is een 169 km lange weg die het hele Shenandoah National Park, gelegen op een bergrug van de Blue Ridge Mountains in Virginia, doorkruist. Meestal slingert de weg zich over de bergkam, rond de toppen. De panoramische weg is vooral populair in de herfst wanneer de bladeren verkleuren. Jaarlijks bezoeken meer dan twee miljoen mensen de Skyline Drive, die erkend werd als een National Scenic Byway.
De toegangswegen zijn:
- Front Royal (Virginia) (U.S. Route 340), het noordelijke beginpunt
- Thornton Gap (U.S. Route 211)
- Swift Run Gap (U.S. Route 33)
- Rockfish Gap (Interstate 64, U.S. Route 250), het zuidelijke beginpunt

De Skyline Drive werd aangelegd als een project van de Works Progress Administration (WPA) tijdens de Grote Depressie. De constructie van de weg was zowel moeilijk als gevaarlijk. Grote doorgangen moesten in de heuvels en toppen worden gemaakt om een weg aan te leggen breed genoeg voor het verkeer. De werkzaamheden vatten aan in 1931 en werden voltooid (van Swift Run Gap naar Rockfish Gap) in 1939, het jaar van de opening.
Daar de gebruikers moeten betalen aan de toegangspunten is de Skyline Drive feitelijk een tolweg.